# توپ‌ها
«توپ‌ها» (سوئدی: Farsan) فیلمی در ژانر کمدی به کارگردانی یوسف فارس است که در سال ۲۰۱۰ منتشر شد. از بازیگران آن می‌توان به نینا زنجانی اشاره کرد.